# Andriej Abramow
Andriej Wasiljewicz Abramow (ros. Андрей Васильевич Абрамов; ur. 5 grudnia 1935 w Iżewsku, zm. 4 maja 1994 w Moskwie) − rosyjski bokser walczący w wadze ciężkiej (powyżej 81 kg), reprezentant ZSRR.
Boks zaczął trenować w 1952 roku pod kierunkiem trenera A. Dudariewa, a od 1954 szkolił się pod kierunkiem K. Birka. Zwyciężył na mistrzostwach Europy w 1957 w Pradze, po czym powtórzył ten sukces na mistrzostwach Europy w 1959 w Lucernie. Był jednym z faworytów na igrzyskach olimpijskich w 1960 w Rzymie, ale niespodziewanie odpadł w ćwierćfinale po porażce z reprezentantem gospodarzy Franco De Piccolim, który ostatecznie został mistrzem olimpijskim.
Po raz trzeci zdobył złoty medal na mistrzostwach Europy w 1961 w Belgradzie, a na kolejnych ME w 1963 w Moskwie – srebrny, po porażce w finale z Josefem Němecem z Czechosłowacji. Był również dwukrotnym złotym medalistą Mistrzostw Armii Zaprzyjaźnionych w 1958 i 1962.
Sześciokrotnie zdobył mistrzostwo ZSRR – w latach 1957, 1958, 1960, 1961, 1962 i 1963,  a raz wicemistrzem – w 1964. W swojej karierze stoczył 160 walk, z których 148 wygrał. 
Został odznaczony jako Zasłużony Mistrz Sportu ZSRR. Otrzymał też odznaczenie Rosyjskiej Federacji Boksu. Pochowany na Cmentarzu Dołgoprudnieńskim w mieście Dołgoprudnyj w obwodzie moskiewskim.